# یاکوب اوپدال
یاکوب اوپدال (انگلیسی: Jacob Opdahl; ۱۵ ژانویهٔ ۱۸۹۴ – ۲۱ مارس ۱۹۳۸) ژیمناست هنری اهل نروژ بود.